# Streptomyces
Streptomyces è un genere di Attinomiceti, batteri gram-positivi aerobi.
Forma un micelio vegetativo molto ramificato e spesso pigmentato. Si trova soprattutto nel suolo dove utilizza diversi substrati organici come fonte di energia. Dai suoi metaboliti secondari si ricavano anche degli antibiotici come la streptomicina, molecola attiva contro la maggior parte di batteri Gram-Negativi.

## Descrizione
Comprende oltre 700 specie tra cui:
- S. ambofaciens
- S. achromogenes
- S. aureofaciens (da cui si ricava la clortetraciclina)
- S. avermitilis
- S. coelicolor
- S. clavuligerus
- S. felleus
- S. ferralitis
- S. filamentosus
- S. griseus (da cui si ricavano le bafilomicine)
- S. hygroscopicus
- S. iysosuperficus
- S. lividans
- S. natalensis
- S. netropsis
- S. nodosus (da cui si ricava l'amfotericina B)
- S. noursei
- S. parvus
- S. scabies
- S. somaliensis
- S. thermoviolaceus
- S. violaceoruber

È un agente della ligninolisi indispensabile nel ciclo della sostanza organica.